# Увага! У місті чарівник!
«Увага! У місті чарівник!» (рос. «Внимание! В городе волшебник!») — білоруський радянський художній фільм 1963 року, ексцентрична казка режисера Володимира Бичкова.

## Сюжет
Серед жителів доброго і веселого казкового міста іноді трапляються і погані люди: приватний доктор-шарлатан Краксен прописав хворій дівчинці Таті негідні ліки за великі гроші. Сусідський хлопчик Вася навмисне не дає їй заснути, голосно граючи в коридорі м'ячем.
Міський чарівник перетворює недбайливих людей в ляльок і продає їх серед звичайних іграшок в своєму магазині.

## У ролях
- Михайло Яншин
- Михайло Жаров
- Ольга Порудолинська
- Дмитро Орлов
- Емілія Трейвас
- Олександр Орлов
- Володимир Поночевний
- Тамара Малкова
- Саша Вєдєнєєв

## Творча група
- Сценарій: Віктор Виткович, Григорій Ягдфельд
- Режисер: Володимир Бичков
- Оператор: Михайло Кожин
- Композитор: Микита Богословський